# Meredith Brooks
Meredith Ann Brooks (ur. 12 czerwca 1958 roku w Oregon City w stanie Oregon) – amerykańska piosenkarka i gitarzystka. Najbardziej znana jest ze swojego przeboju „Bitch” z 1997 roku, za który została nominowana do Nagrody Grammy. Wydała 6 albumów studyjnych.

## Dyskografia
- 1997 „Blurring the Edges”
- 1997 „See It Through My Eyes”
- 1999 „Deconstruction”
- 2002 „Bad Bad One”
- 2004 „Shine”
- 2007 „If I Could Be...”